# Nagroda im. Wojciecha Korfantego
Nagroda im. Wojciecha Korfantego – nagroda ustanowiona w 1993 roku przez Związek Górnośląski (ZG), honorująca wybitne postacie i instytucje zasłużone dla Górnego Śląska.
Według uchwały Zarządu Głównego ZG z dnia 15 marca 2018 roku w sprawie przyjęcia Regulaminu Nagrody im. Wojciecha Korfantego oraz powołania członków Kapituły nagroda jest formą upamiętnienia zasług Wojciecha Korfantego oraz nawiązuje do jego działalności. Przyznawana jest osobom, a także instytucjom, organizacjom lub zespołom przyczyniającym się do promocji Górnego Śląska w skali kraju i świata dzięki swym dokonaniom społecznym, kulturalnym, naukowym, politycznym, przedsiębiorczości i innowacyjności.
Nagroda może mieć charakter indywidualny lub zbiorowy, może zostać przyznana pośmiertnie, a laureatem Nagrody można być tylko raz.
Jedynym – jak do tej pory – rokiem, w którym Nagroda nie została przyznana, był rok 2020 (z powodu pandemii koronawirusa SARS-CoV-2).

## Kapituła Nagrody
Nagrodę przyznaje Kapituła Nagrody im. Wojciecha Korfantego licząca od 9 do 15 członków powoływanych przez Zarząd Główny Związku Górnośląskiego. W kadencji 2022–2026 w skład Kapituły wchodzą:
| - Irena Lipowicz – przewodnicząca Kapituły, - Halina Bieda – wiceprzewodnicząca Kapituły, - Grzegorz Franki – sekretarz Kapituły, - Tomasz Głogowski, - ks. Wiesław Hudek, - Andrzej Klasik, - Małgorzata Mańka-Szulik, - bp Marian Niemiec. | - ks. Henryk Olszar, - Mirosław Sekuła, - Waldemar Szendera, - Beata Tomanek, - Katarzyna Wencel, - Krystian Węgrzynek, - Zbigniew Widera, |

## Laureaci
I edycja – 1993:
- Nagroda Honorowa: Henryk Mikołaj Górecki, prof. Jan Miodek,
- Nagroda Promocyjna: Michał Lubina.

II edycja – 1994:
- Nagroda Honorowa: prof. Stanisław Hadyna,
- Nagroda Honorowa (pośmiertnie): prof. Andrzej Brożek, Jan Stefan Dworak,
- Nagroda Promocyjna: Krystyna i Marian Dybowie.

III edycja – 1995:
- Nagroda Honorowa: Wojciech Kilar, Kazimierz Kutz.
- Nagroda Honorowa (pośmiertnie): Norbert Kroczek,
- Nagroda Promocyjna: prof. Wiesław Lesiuk, dr Franciszek Maga, red. Maria Pańczyk-Pozdziej.

IV edycja – 1996:
- Nagroda Honorowa: Waleria Nabzdyk, prof. Franciszek Kokot,
- Nagroda Promocyjna: Jan Goczoł, Stowarzyszenie Pamięci Tragedii Śląskiej 1945.

V edycja – 1997:
- Nagroda Honorowa: prof. Dorota Simonides,
- Nagroda Honorowa (pośmiertnie): Edward Erwin Biszorski,
- Nagroda Promocyjna: Stowarzyszenie Miłośników Ziemi Tarnogórskiej, Piotr Latoska, Wojciech Sarnowicz.

VI edycja – 1998:
- Nagroda Honorowa: Macierz Ziemi Cieszyńskiej, Maciej Bieniasz,
- Nagroda Honorowa (pośmiertnie): prof. Karol Stryja,
- Nagroda Promocyjna: ks. Prałat Jerzy Pawlik, Tomasz Głogowski, Michał Sporoń.

VII edycja – 1999:
- Nagroda Honorowa: prof. Adolf Dygacz, Bolesław Lubosz, Narodowa Orkiestra Symfoniczna Polskiego Radia w Katowicach,
- Nagroda Promocyjna: Marek Szołtysek.

VIII edycja – 2000:
- Nagroda Honorowa: prof. Tadeusz Sławek, prof. Kornel Gibiński,
- Nagroda Promocyjna: prof. Teresa Smolińska, prof. Zygmunt Frankiewicz.

IX edycja – 2001:
- Nagroda honorowa: prof. Franciszek Marek, prof. Józef Świder, dr Józef Musioł, Polski Związek Kulturalno-Oświatowy,
- Nagroda promocyjna: red. Krzysztof Karwat, Piotr Mankiewicz.

X edycja – 2002:
- Nagroda honorowa: prof. Jerzy Pośpiech, prof. Julian Gembalski, prof. Jan Malicki, prof. Daniel Kadłubiec, prof. Karol Jonca, prof. Wojciech Świątkiewicz, Zygmunt Brachmański, Tadeusz Kijonka,
- Nagroda Honorowa (pośmiertnie): Stanisław Bieniasz,
- Nagroda promocyjna: Siostra Jadwiga Wyrozumska (Zgromadzenie S.S Elżbietanek).

XI edycja – 2003:
- Nagroda honorowa: abp Damian Zimoń, dr Stanisław Sakiel,
- Nagroda promocyjna: prof. Michał Kliś, dr Leon Korc, Alojzy Lysko, Zespół Pieśni i Tańca „Mały Śląsk”.

XII edycja – 2004:
- Nagroda honorowa: abp Alfons Nossol, Rajmund Hanke,
- Nagroda promocyjna: Niepubliczna Szkoła Podstawowa w Grabinie, Muzeum Śląska Cieszyńskiego.

XIII edycja – 2005:
- Nagroda honorowa: ks. Jan Gross, ks. prof. Jerzy Szymik, prof. Jan Drabina, Józef Skrzek,
- Nagroda honorowa (pośmiertnie): Zdzisław Pyzik.

XIV edycja – 2006:
- Nagroda honorowa: prof. Eugeniusz Knapik, dr Zygfryd Wawrzynek, ks. Jerzy Kowolik, Zbyszko Bednorz.

XV edycja – 2007:
- Nagroda honorowa: bp Ignacy Jeż, prof. Andrzej Jasiński, prof. Józef Śliwiok, Polskie Radio Katowice, Teatr Śląski im. Stanisława Wyspiańskiego w Katowicach, Zespół Pieśni i Tańca „Śląsk”,
- Nagroda promocyjna: dr hab. Zygmunt Woźniczka, Dziecięcy Zespół Pieśni i Tańca „Rudzianie”.

XVI edycja – 2008:
- Nagroda honorowa: prof. Krystyna Heska-Kwaśniewicz, ks. Alojzy Sitek, Biblioteka Śląska, Szkolny Klub Sportowy Gwarek Zabrze, Macierz Szkolna w Republice Czeskiej,
- Nagroda honorowa (pośmiertnie): Jerzy Wójcik.

XVII edycja – 2009:
- Nagroda honorowa: prof. Andrzej Klasik, ks. Władysław Zązel, ks. Zygmunt Nabzdyk, Bernard Krawczyk, Krystyna i Andrzej Bochenkowie,
- Nagroda promocyjna: Radio Piekary, Związek Ślązaków w Ameryce.

XVIII edycja – 2010:
- Nagroda honorowa: dr hab. Joachim Otte, dr Maria Lipok-Bierwiaczonek, ks. Jerzy Kempa, Barbara Heidenreich, Franciszek Kurzeja,
- Nagroda Honorowa (pośmiertnie): ks. Oswald Bulka,
- Nagroda promocyjna: ks. Andrzej Klichta, Zabrzańskie Stowarzyszenie Kulturalne Załogowa Górnicza Orkiestra Dęta „Makoszowy”.

XIX edycja – 2011:
- Nagroda honorowa: prof. Irena Lipowicz, prof. Jerzy Buzek, ks. dr Kazimierz Dola, ks. Henryk Kuczob.

XX edycja – 2012:
- Nagroda honorowa: ks. January Liberski, Fundacja Rodzin Górniczych,
- Nagroda honorowa (pośmiertnie): Józef Kocurek,
- Nagroda promocyjna: Zespół Estrada Regionalna „Równica”.

XXI edycja – 2013:
- Nagroda honorowa: dr Łucja Staniczek, Leszek Jodliński, Tadeusz Donocik,
- Nagroda promocyjna: Zespół Regionalny „Istebna”.

XXII edycja – 2014:
- Nagroda honorowa: abp Wiktor Skworc, Jacek Guzy, Chór Mieszany „Ogniwo”.

XXIII edycja – 2015:
- Nagroda honorowa: prof. Joanna Rostropowicz, red. Beata Tomanek,
- Nagroda honorowa (pośmiertnie): Kazimierz Nabzdyk.

XXIV edycja – 2016:
- Nagroda honorowa: Stanisław Gerard Trefoń, Harcerski Zespół Artystyczny „Słoneczni”,
- Nagroda honorowa (pośmiertnie): Jan „Kyks” Skrzek.

XXV edycja – 2017:
- Nagroda honorowa: Jan Broda, ks. bp dr Marian Niemiec, Piotr Uszok, Diakonia Ewangelicka Diecezji Katowickiej, Teatr „Naumiony”.

XXVI edycja – 2018:
- Nagroda honorowa: Muzeum Powstań Śląskich w Świętochłowicach, dr Jolanta Wadowska-Król, Zbigniew Cierniak.

XXVII edycja – 2019:
- Nagroda honorowa: dr Małgorzata Mańka-Szulik, Robert Talarczyk, ks. dr Wiesław Hudek, Stowarzyszenie na Rzecz Powstania Muzeum Hutnictwa Cynku w Katowicach, Amatorski Zespół Teatralny działający przy Kole Związku Górnośląskiego w Suszcu.

2020:
- plebiscyt nie odbył się

XXVIII edycja – 2021:
- Nagroda honorowa: Monika i Johann Brosowie, Marek Twaróg, Tomasz Wrona, Muzeum Górnictwa Węglowego w Zabrzu, Miasto Stołeczne Warszawa,
- Nagroda specjalna: służba zdrowia (za ratowanie życia w czasie pandemii; Nagrodę odebrała anestezjolog, dr Anna Skorupa z Centralnego Szpitala Klinicznego w Katowicach).

XXIX edycja – 2023:
- Nagroda honorowa: Dagmara Drzyzga, Leonard Fulneczek, Teatr Korez.

XXX edycja – 2024:
- Nagroda honorowa: Dorota Świtała-Trybek, Mirosław Kaszuba, Śląskie Centrum Wolności i Solidarności w Katowicach.